# (7841) 1994 UE1
1994 يو إي 1 (ويعرف أيضًا باسم (7841) 1994 يو إي 1 وفق تسمية الكوكب الصغير) (بالإنجليزية: 1994 UE1)‏ هو كويكب ضمن حزام الكويكبات؛ وترتيبه 7841 من حيث الاكتشاف.
اكتُشف هذا الجُرم الفلكي بواسطة تاكيشي أوراتا ‏ في 31 أكتوبر 1994.

## وصلات خارجية
- (7841) 1994 UE1 في قاعدة بيانات مختبر الدفع النفاث لأجرام النظام الشمسي الصغيرة

- الاكتشاف · مخطط المدار ·  العناصر المدارية · المعلمات المادية

- (7841) 1994 UE1 على موقع ويكي سكاي: DSS2, SDSS, GALEX, IRAS, Hydrogen α, X-Ray, Astrophoto, Sky Map, Articles and images